# José Manuel Sempere i Macià
José Manuel Sempere Macià (Elx, País Valencià, 15 de febrer de 1958), va ser un futbolista valencià que jugava com a porter.

## Biografia
Sempere, nascut a la pedania il·licitana de Torre del Pla va ser un porter que va disputar pràcticament tota la seva vida esportiva en el València CF. Com que era d'altura modesta, va destacar com a porter per una agilitat que donava una gran espectacularitat al seu joc.
Després del seu pas pel CE Mestalla, i una breu cessió al RCD Espanyol la temporada 1979-80, on disputà molt pocs partits en restar a l'ombra d'Urruticoechea, la seua consolidació en el primer equip va ser ràpida i contundent. Així, quan debuta en primera divisiói en la temporada de 1980-1981 va disputar ni més ni menys que 31 partits de lliga a més del partit que va suposar el seu únic títol, la tornada de la Supercopa d'Europa davant el Nottingham Forest.
Després d'altre any en el qual va consolidar la titularitat, la temporada 1982-1983 tot just va disputar nou partits en una caòtica temporada en la qual el València CF es va salvar del descens en l'última jornada i en la qual es van alternar en la porteria tres arquers de renom com el mateix Sempere, Bermell i Manzanedo. Després de tres temporades en les quals tot i augmentar el nombre de partits disputats no va aconseguir la titularitat absoluta es produïx la major catàstrofe esportiva en la història del València CF. El club, ofegat pels deutes, descendeix a segona divisió. En la nova categoria millora els seus números però en l'anhelat i fulgurant ascens a primera va compartir al cinquanta per cent la titularitat amb Antonio García Pérez.
No obstant això el fitxatge de José Manuel Otxotorena l'estiu de 1988 li va tancar les portes definitivament a la titularitat passant tres temporades pràcticament en blanc en lliga. Però gràcies al seu magnífic nivell es va mantenir com a porter titular de la Copa del Rei. Després d'aquests tres anys infausts s'inicia un nou trienni en el qual arracona a José Luis González Vázquez fitxat com gran estrella de la Reial Societat i es consolida com el titular indiscutible del València CF. Aquesta època daurada acaba de cop, ja que el fitxatge d'Andoni Zubizarreta fa que en la seua darrera temporada en el València CF, la 1994-1995 no dispute ni un sol partit de lliga decidint retirar-se al comptar ja amb 37 anys.
Després de catorze temporades al València CF es va retirar sent el porter que més partits de lliga havia disputat amb el primer equip amb un total de 270, únicament superat després per Santiago Cañizares.

### Selecció espanyola
Va ser convocat en diverses ocasions durant la fase de classificació del mundial de 1982 com a suplent de Luis Miguel Arconada si bé no va arribar a debutar i tampoc no va ser convocat per a la fase final d'aquest mundial.

## Clubs
| Club        | Any       |
| ----------- | --------- |
| CE Mestalla | ????-1980 |
| València CF | 1980-1995 |

## Palmarès
| Títol              | Equip       | Any  |
| ------------------ | ----------- | ---- |
| Supercopa d'Europa | València CF | 1980 |